# Arctosa laccophila
Arctosa laccophila este o specie de păianjeni din genul Arctosa, familia Lycosidae. A fost descrisă pentru prima dată de Simon, 1910.
Este endemică în Guinea-Bissau. Conform Catalogue of Life specia Arctosa laccophila nu are subspecii cunoscute.